# Amalia de Angelis
Amalia de Angelis ou Deangelis (Roma, c. 1810 – Roma, 13 de dezembro de 1873) foi uma pintora italiana, ativa em Roma. Seu retrato de Monsenhor Josip Juraj Strossmayer, bispo de Diakovar, foi elogiado por contemporâneos. Ela foi nomeada membro honorário da Academia Ducal de Belas Artes de Parma em 15 de abril de 1846. Sua pintura representando São Lourenço e a Coroação de Salomão foram premiadas em exposições realizadas no Capitólio pela Congregação dos Virtuosos do Panteão em março de 1846. Esta última também havia recebido prêmios em 1840 pela Academia de São Lucas em Roma. Ela também pintou uma tela representando o Beato Michele de'Santi, presumivelmente para o membro da Corte Ducal em Parma.